# 포탈 (비디오 게임)
《포탈》(영어: Portal 포털[*])은 밸브 코퍼레이션이 개발한 1인칭 슈팅/퍼즐 비디오 게임이다. 이 게임은 2007년 10월 10일 엑스박스 360과 윈도우,리눅스(스팀 OS)용으로 발매된 번들 패키지 '오렌지 박스'에 포함된 게임들 중의 하나다. 윈도우와 맥 OS X에서는 스팀을 통해 오렌지 박스를 구입하지 않고도 별도로 이 게임만 구입해서 다운로드할 수도 있다. 포탈 : 스틸 얼라이브라는 단품 버전은 엑스박스 라이브 아케이드 서비스에 2008년 10월 22일 공개되었으며, 14개의 추가 퍼즐을 포함하고 있다. 맥 OS X 버전은 맥 호환 스팀 플랫폼의 공개와 함께 2010년 5월 12일 공개되었으며, 이를 기념하기 위해 기간 내 포탈을 무료로 배포했다. 2011년 9월 16일, "Learn With Portals" 프로젝트의 일환으로 게임을 20일까지 무료로 공개했다. 영어, 한국어를 포함해 17개 언어의 자막이 지원되며, 프랑스어, 독일어, 러시아어판의 경우 오디오 더빙이 되어 있다. 하지만 맥용 버전은 영어만을 지원한다.
이 게임은 플레이어의 캐릭터와 간단한 물체를 애퍼처 사이언스 휴대용 포탈 장치 ("포탈건")으로 순간이동 시켜야만 풀 수 있는 퍼즐 시리즈로 구성되어 있다. 이 포탈 장치는 두개의 평면 판을 공간적으로 이동시켜준다. 플레이어의 캐릭터인 첼은 인공 지능 컴퓨터인 GLaDOS에 의해 애퍼쳐 사이언스 강화 센터에 있는 모든 퍼즐을 풀어야 하며, 퍼즐을 모두 풀었을 때 케이크를 주겠다는 약속을 받는다. 이 게임에 적용되는 특수한 물리는 포탈을 통하여 운동량이 보존되게 하며, 테스트실을 통과할 때 포탈을 창의적으로 사용하게 한다. 이런 게임 플레이 요소들은 나바큘라 드롭이라는 게임의 컨셉에 기반해 있으며, 이 게임 개발에 참여한 디지펜 공과대학의 팀 멤버들은 포탈의 개발을 위해 모두 밸브 코퍼레이션에 고용되었다.
포탈은 2007년의 독창적 게임 중 하나로 손꼽혔다. 특수한 게임플레이와 음산하지만 유머러스한 스토리로 인하여 게임의 길이가 무척 짧았음에도 불구하고 많은 칭찬을 받았다. 또한 이 게임은 GLaDOS (영어판 성우: 엘렌 맥클레인)와 조너선 콜턴이 작곡한 엔딩 크레딧 송 Still Alive 등에서도 격찬을 받았다. 스팀으로의 온라인 판매를 제외해도 이 게임은 릴리즈 이후 400만 복사본이 판매되었다. 이 게임의 유명세는 밸브가 동행 큐브 플러시 천을 만들고, 팬들이 케이크와 포탈건을 재창조 하는 등의 반응을 얻었다. 후속작인 포탈 2는 2011년 4월 19일 출시되었으며, 새로운 게임플레이 방식과 협동 멀티플레이어 모드를 추가했다. 영어, 한국어를 포함해 17개 언어의 자막이 지원되며, 프랑스어, 독일어, 러시아어판의 경우 오디오 더빙이 되어 있다.
같은 밸브 코퍼레이션사의 비디오 게임인 하프 라이프 와도 같은 세계관을 가진 게임이다.
포탈의 소스 엔진 모드로 만들어진 '포탈 : 프렐류드'가 실제 포탈의 공식 프리퀄이란 루머가 있으나 이는 루머일뿐 '포탈 : 프렐류드'는 일반인 모드 개발팀이 만든 포탈의 2차 창작이며 포탈의 공식 시리즈가 아닐 뿐더러 밸브 코퍼레이션사 역시 포탈 프렐류드를 공식 스토리라 인정한바 없다.

## 기원
이미 포탈 이전에도 포탈과 게임 방식와 거의 비슷한 2005년 나바큘라 드롭(Narbacular Drop)이라는 디지펜 공과대학 학생들이 만든 프리웨어 게임이 있었다. 나바큘라 드롭 팀은 현재 모두 밸브 코퍼레이션에 고용되었으며 따라서 포탈은 이들의 아이디어로 만든 게임이라 할 수 있다.

## 게임 플레이
포탈에서 주플레이어는 주인공인 "첼(chell)"을 조종한다. 첼(chell)은 애퍼쳐 사이언스 휴대용 포탈 장치(ASHPD, 일명:포탈건)이라는 장비를 이용하여 포탈 건을 사용하는 퍼즐이 있는 방을 여러 개 진행하도록 되어 있다. 포탈건은 파란색, 오렌지색 두 가지 색깔의 포탈을 만들어낼 수 있으며, 초반부에는 파란색 포탈이 고정된 위치에 있기도 하다. 이 두개의 포탈은 3차원 공간에서 두 위치에 대한 시각적이고 물리적인 연결을 생성하며, 이렇게 생성된 포탈을 통해 어느 한쪽의 포탈로 들어가게 되면 다른 한쪽으로 나오게 된다. 이 포탈은 거리에, 장소에 상관없이 월석으로 만든 벽이 칠해진 곳에 언제든지 포탈건을 이용해 생성할 수 있다. 이렇게 생성된 포탈을 통해 어느 한 쪽의 포탈로 들어가게 되면 다른 한 쪽으로 나오게 된다.
이 게임에 적용된 물리의 주요한 특징은 운동량 보존으로, 포탈로 들어오는 속력과 나오는 속력이 똑같다. 이를 이용하여 높은 곳에서 떨어지거나 포탈을 이용해 무한히 떨어지는 등의 방식을 통하여 들어오는 속력을 높인 후, 포탈을 빠져나올 때 빠른 속력으로 나와서, 일반적인 점프로는 갈 수 없는 매우 먼 거리를 뛸 수 있다. 이런 방식을 밸브는 "내던지기"라 부르며, 게임 중 GLaDOS는 "쉽게 말하자면, 빠르게 들어가면 빠르게 나오는 겁니다."라고 말한다. 이 방식은 게임의 초중반부부터 연습하게 되며, 게임의 결말 직전까지도 사용하게 된다.
거의 모든 물체는 포탈을 통과할 수 있지만 포탈은 포탈을 통과할 수 없다. 즉, 포탈 안에 포탈을 생성할 수 없다는 것이다. 또한 파란색 포탈과 오렌지색 포탈은 하나씩만 존재할 수 있다. 즉 같은 색의 포탈은 절대 두 개 이상 보존될 수 없으며 가장 최근에 생성한 포탈만이 보존된다. 이를테면 파란색, 오렌지색의 포탈을 이미 만들어두었는데 파란색 포탈을 다른 곳에 생성했다면, 오렌지색 포탈은 그대로 있지만 이미 만들었던 파란색 포탈은 사라지고 플레이어가 다시 생성을 원하는 곳에 생성되게 된다.
이동하는 물체, 월석으로 만든 벽, 포탈을 생성하기 너무 작은 공간, 액체나 유리를 통해서는 포탈을 생성할 수 없다. 포탈건은 물건을 잡을수도 있다. "애퍼처 사이언스 중형 저장 큐브"가 게임에서 등장하는데 문이나 플랫폼을 작동하기 위해 포탈건으로 이 큐브를 들어 테스트 구역에 있는 큰 버튼(1500메가와트 애퍼처 사이언스 내구성 슈퍼충돌 슈퍼버튼) 위에 옮겨놔야 한다. 보통 엘리베이터 앞에 있는(포탈 2 03번째 방에는 없다.)"애퍼처 사이언스 물질 분해 그리드"를 통과할 때는 방 안에서 가지고 온 물체가 증발하게 되며, 기존에 생성했던 모든 포탈이 사라지고 초기화된다. 이 막을 가로질러서 포탈 건을 쏠 수 없다. 소수의 테스트 실에서는 방해 요소로도 등장한다.
첼은 포탈건 장비의 손상을 방지하기 위해 충격을 흡수하는 부츠(롱 폴 부츠)를 신고 있지만, 에너지 볼, 독성 액체, 터렛 등에 의하여 죽을 수 있다. 다른 액션 게임들과 달리 포탈에서는 체력의 양을 볼수 없으며, 그녀가 어느 정도의 충격을 받으면 죽게 되지만, 만약 죽지 않을 만큼 다치면 극히 빠른 속도로 체력을 회복하게 된다, 크레셔나 에너지 볼은 무조건 맞으면 즉시 사망한다.

## 설정 및 용어

### 애퍼처 사이언스

애퍼처 사이언스 연구소 로고

포탈 시리즈 세계관에 등장하는 가공의 기업, 초기엔 샤워커튼 개발 회사였으나 1950년대에 포탈건을 개발하기 시작한 것을 기점으로 빠른 속도로 첨단 과학 연구소 회사로 성장하였으며 각종 정부 계약과 각종 분야에서 수상한 성적을 가진 최첨단 과학 연구소이다. 포탈 시리즈에서 보여지는 모든 퍼즐 요소는 애퍼처 사이언스가 개발한 기술력이며 중력 조절 기술력, 물질 원자분해 기술력, 인공지능 기술력등등의 각종 기술력을 보유하고 있다.

### 장거리 낙하 장치
플레이어가 높은곳에서 떨어져도 죽지 않도록 보호해주는 다리에 부착된 장비로 포탈 에서는 맨발에 부착된 Advanced Knee Replacement (고급형 무릎 대체 장비)라는 것이 사용되었으나 이는 포탈 엔딩에서 파티 에스코트 코어에게 끌려가던 도중 장비가 망가져 버리게 되어 포탈2 에서는 롱 풀 부츠(Long Fall Boots)라는 부츠형태의 장비로 대체된다.

### 포탈건
애퍼처 사이언스 휴대용 포탈 장치(Aperture Science Handheld Portal Device, ASHPD), 애퍼처 사이언스가 1950년대에 개발하기 시작했으며 초기 당시에는 큰 사이즈에 'Aperture Science Portable Quantum Tunneling Device (애퍼처 사이언스 휴대용 양자 터널링 장치)'라는 이름을 가지고 있었다. 케이브 존슨이 계획한 3단계 R&D 프로그램중 세번째인 '샤워 커튼에 설치할 수 있는 형태의, 물리적 공간을 관통하는 사람 정도 크기의 즉석 양자 터널.' 계획의 일환으로 제작되었다.
이름 그대로 공간을 연결하는 통로인 '포탈 (Portal)'을 생성하는 장치이며 이 포탈은 기본적으로 반사도, 투명도가 없는 평면에서만 설치되며 따라서 반사도가 존재하는 거울과 금속재질, 투명도가 존재하는 유리에서는 설치되지 않는다. 또한 월석이 포탈의 전도체(傳導體)라고 알려져있다.
포탈건은 각각 고유의 색을 가진 두 쌍만 발사할 수 있으며 애퍼처 사이언스는 다수의 포탈건을 보유하고 있으며 그중에서 피실험자가 사용하는 포탈건은 블루/오렌지 색의 포탈을 발사할 수 있는 포탈건이며 포탈2의 코옵 모드에 등장하는 로봇 캐릭터 '아틀라스'가 사용하는 포탈건의 색은 진한 파란색/옅은 하늘색 이고 '피-보디'가 사용하는 포탈건의 색은 '노란색/빨간색'이다.
이 포탈은 포탈건에서 발사되면 장소와 거리에 상관없이 물체에 부딪힐 때까지 일직선으로 날아간다. 부딪힌 곳이 포탈이 생성되는 조건을 충족하는 재질일 경우 사람이 들어가기 충분한 크기의 '포탈'이 생성된다. 또한 반대편의 포탈이 될 또다른 포탈을 하나 더 생성할 수 있다. 이 포탈들이 입구와 출구 역할을 하기 위해서 반드시 두 개의 포탈을 모두 만들어야 한다. 이렇게 포탈 두 개가 모두 생성된 상태에서 어느 한 쪽의 포탈로 들어가게 되면 다른 한 쪽으로 나오게 된다. 물론 포탈 생성이 불가능한 지역도 있다.
일단 포탈을 만들어 둔 상태에서 다시 포탈건을 이용해 다른 곳에 어떤 색의 포탈을 만들 경우, 생성과 동시에 이전에 만들어두었던 같은 색의 포탈은 사라진다. 이 말은 즉, 파란색, 오렌지색의 포탈을 이미 만들어두었는데 파란색 포탈을 다른 곳에 생성했다면, 오렌지색 포탈은 그대로 있지만 이미 만들었던 파란색 포탈은 사라지고 플레이어가 다시 생성을 원하는 곳에 생성되게 된다.
게임의 핵심이자 포탈의 가장 중요한 특징은 "운동량 보존"이다. 포탈에 들어갈 때 그 속도 그대로 나올 때도 유지된다. 이로 인해 플레이어가 스스로 점프로 도달할 수 없는 먼 거리도 날아갈 수도 있다. 실제로 게임에서는 이 "운동량 보존"을 활용해야 하는 부분이 많이 나온다. 예를 들어, 먼저 높은 곳의 벽에 포탈을 생성한 다음 바닥에 포탈을 생성하고 바닥에 있는 포탈로 들어가 높은 곳에 있는 다른 포탈에서 떨어지면서 또 다시 바닥의 포탈 속으로 들어가면 떨어지던 속력 그대로 높은 쪽의 포탈에서 나오게 된다. 이걸 이용하면 포탈 생성이 불가능한 지역도 반대편 벽에 포탈을 생성한 뒤 점프해서 이동하는 게 가능하다.
또한 포탈건은 포탈을 만드는 기능 뿐 아닌 중력 제어 기능 또한 가능하다. "사용하기"키(기본 설정 E키)를 큐브나 터렛, 그리고 각종 오브젝트(의자, 컵, 라디오 등) 가까이에서 누르면 그 물체를 들 수 있다. 물론 포탈건을 착용하기 전의 첼의 상태에서도 들기는 가능하지만, 포탈건을 착용한 상태에서 물건을 들을 때 포탈건에 전류나 플라스마로 보이는 것이 생성되는 것으로 보아, 단지 집는 것이 아니라 중력을 제어하는 것으로 보인다.
또한 블랙 메사와 경쟁했던 물건 이기도 한데, 애퍼처 사이언스는 포탈건을 1950년대에 완성한 것에 비해 블랙 메사가 텔레포테이션 기술력을 완성한 것은 1986년, 혹은 그 이전으로 애퍼처 사이언스가 먼저 개발한 기술력이다.

### 케이크
케이크는 작중에 GLaDOS가 '테스트를 완료하면 얻는 보상' 이라고 언급하며 알려진 요소이다. 한편 Portal 2: Lab Rat의 주인공 더그 렛맨은 'the cake is a lie (케이크는 거짓말이야)'라는 낙서를 시설 곳곳에 낙서한 바 있는데, 그 낙서대로 GLaDOS는 첼이 실험을 다 성공했음에도 불과하고 케이크를 제공하지 않았다. 게임상에서 싱글 플레이 본편 도중에 직접 볼 수 없으나 엔딩 이후에 케이크와 동행 큐브가 놓여진 창고에서 기계팔이 케이크의 촛불을 끄는 것으로 등장한다. 하지만 포탈 2에서는 단 한번도 언급되지 않는다.
GLaDOS의 인격 코어중 '지능 코어'가 말한 재료들과 레시피가 이 케이크의 재료로 추측된다. 그 내용이 사실이라면 온갖 오물과 화학물질로 만들어진 것으로 보인다.
케이크는 '자유'를 상징하며 엔딩에서 '기계팔'이 케이크의 촛불을 끄는 것은 '기계가 자유를 통제한다'라는 것을 의미하며 'the cake is a lie'는 '자유따윈 없어'를 의미한다는 추측, 피실험자가 아닌 다양한 과학 실험을 진행하던 GLaDOS 스스로를 축하하려는 목적의 제품 이었다 라는 추측, GLaDOS의 욕망을 상징한다는 추측 등 케이크의 의미에 대한 해석은 여러가지가 존재한다.

## 줄거리
애퍼처 사이언스는 '애퍼처 사이언스 컴퓨터 보조 강화센터'를 통해서 포탈건과 각종 애퍼처 사이언스의 기술력을 테스트할 피실험자를 모집하고 있었고, 주인공인 첼은 피실험자로써 애퍼처 사이언스에 들어간다. 하지만 첼이 테스트를 위해 눈을 떴을 때 애퍼처 사이언스는 인공 지능 컴퓨터인 GLaDOS(Genetic Lifeform and Disk Operating System)에게 지배된 상태였다. 첼은 GLaDOS에 의해 테스트를 받게되는데, GLaDOS는 '필수적 테스트 계획'에 따라 테스트를 완료하면 케이크와 자유를 준다는 말로 주인공을 유혹하여 실험을 진행한다.
주인공은 테스트 진행 중 패널 뒤에 숨겨진 비밀의 방에서 'the cake is a lie (케이크는 거짓말)'이라는 낙서를 발견하거나 벽에서 떼어내진 감시카메라를 보게 되며 실험이 진행될수록 GLaDOS의 의도는 불분명해지고 가정용 터렛, 고에너지 펠릿, 방사능 오염 물질 등의 테스트의 위험 요소들이 첼을 위협한다. 마지막 테스트까지 모두 완료하자 GLaDOS가 첼을 화염 속에 가둬 죽이려 하지만, 첼은 화염에 던져지기 직전에 포탈건을 사용하여 탈출하고 유지 보수 구역을쳐서 GLaDOS의 방에 도착한다. 그리고 GLaDOS의 몸에서 떨어진 윤리코어를 파괴후 로켓 터렛으로 모든 코어를 파괴하자 GLaDOS가 붕괴된다. GLaDOS에 붕괴에 휘말려 밖으로 나오긴 하지만 파티 에스코트 로봇이 첼을 끌고가며 "파티 에스코트 자세를 취해주셔서 감사합니다."라며 어느곳으로 끌고간다.

## 사운드 트랙
포탈1의 사운드 트랙은 켈리 베일리(Kelly Bailey)가 작곡했으며 Still Alive는 조너선 콜턴이 작곡하고 GLaDOS의 성우인 엘런 매클레인이 불렀다. 또한 게임상에선 나오지 않은 OST인 조너선 콜턴이 직접 부른 'Still Alive (J.C. Mix)'도 앨범에 수록되었다. 포탈1의 OST는 'The Orange Box (Original Soundtrack)' 및 'Portal 2: Songs to Test By'에서 수록되어 있다.
| - 1. "Subject Name Here" - 1:45 - 2. "Taste of Blood" - 3:06 - 3. "Android Hell" - 3:46 - 4. "Self Esteem Fund" - 3:31 - 5. "Procedural Jiggle Bone" - 4:35 - 6. "No Cake for You" - 4:05 - 7. "4000 Degrees Kelvin" - 1:02 - 8. "Stop What You Are Doing" - 4:00 - 9. "Party Escort" - 4:22 - 10. "Your Not a Good Person" - 1:25 - 11. "You Can't Escape You Know" - 6:24 - 12. "Still Alive" - 2:56 - 13. "Still Alive" (J.C. Mix) |

## 비평
포탈은 Half-Life 2 : Episode Two 또는 Team Fortress 2보다 더 많은 칭찬을 받았다. 이 게임은 독특한 게임 플레이와 어둡고 끔찍한 유머로 높이 평가되었다. Eurogamer는 게임이 단순한 형식에서 Half-Life 이야기의 완전한 부분으로 진행되는 방식을 좋게 평가했다. 반면 GameSpy는 게임 시간이 짧은 것에 대해 비판받았다. 포털의 독립형 PC 버전에 대한 총체적 리뷰를 통해 Metacritic에 대한 90/100에서 28개의 리뷰를 얻을 수 있었다. 2011년에 Valve는 포털이 독립형 게임과 The Orange Box 및 Xbox Live Arcade 버전을 비롯한 소매 버전을 통해 4백만 개가 넘는 사본을 판매했다고 밝혔다.
큐브 자체가 게임에서 말하거나 행동하지 않더라도 게임은 Weighted Companion Cube에 이어 팬을 생성한다. 팬들은 큐브와 다양한 포탑, 그리고 PC 케이스 모드와 포털 케이크와 포털 건 모델을 만들었다. Portal의 프로그래머인 Jeep Barnett는 Valve에게 BioShock의 "Little Sisters"중 한 명에게 피해를 주기 보다는 Weighted Companion Cube를 소각하는 것이 더 감성적이라고 말한 것으로 나타났다. GLaDOS와 Weighted Companion Cube는 모두 G4의 Best New Character Award에 후보로 올랐으며, GLaDOS는 "게이머가 앞으로 몇 년 동안 인용할 라인을 보유하고 있습니다"라고 수상 소감을 말했다.
Zero Punctuation의 Ben Croshaw는 쇼 역사상 유일하게 전적으로 긍정적인 리뷰를 주었습니다.이 게임은 "힘을 피드백하는 코드 조각을 발명 할 때까지는 PC로 가질 수있는 가장 즐거움"이라고 했다. Croshaw는 "재미있는 포탈 기반 퍼즐이 예상됩니다. 그게 정확히 내가 가지고있는 것입니다. 하지만 기대하지 않았던 것은 제가 게임에서 들었던 가장 재미있는 피치 블랙 유머였습니다."라고도 말했다. 그는 게임이 짧지만 2시간에서 3시간 정도의 길이의 게임은 게임이 환영받지 못하는 만큼 완벽한 게임이었으며 게임을 "절대적으로 찬사"하면서 "결말처럼 환상적"이라고 말했다.
2009년 GameSetWatch를 위해 칼럼니스트 다니엘 존슨 (Daniel Johnson)은 Portal과 Erving Goffman의 연극에 대한 에세이, 즉 일상 생활에서의 자기 표현을 연극의 전후 무대와 동일시하는 점을 지적했다. 이 게임은 Goffman의 작업, Wabash College의 "여러 측면에서 인류의 근본적인 질문에 학생들을 참여시키고 지역 사회의 감각을 키우는 데 헌신하는" 신입 과정을 포함하여 다른 고전 및 현대 작품 중에서 필수 코스 교재의 일부로 포함되었습니다. 2010. [91] [92] Portal은 Valve의 수준을 신중하게 설계함으로써 플레이어가 올바른 해결책을 통해 많은 힌트가 있는 간단한 퍼즐을 푸는 첫 번째 과정이기 때문에 더 많은 학습 학습 상황에 적용할 수 있는 교수용 스캐폴딩의 강력한 사례로도 인용되었으며 ,이 지원은 플레이어가 게임에서 진행함에 따라 서서히 제거되고, 플레이어가 게임의 후반부에 도달하면 완전히지지를 잃는다. Rock, Paper, Shotgun의 Hamish Todd는 플레이어가 명시적인 지침없이 부드럽게 날개 달기의 개념을 도입한 포털 건을 획득 한 후 일련의 방을 시연함으로써 게임 디자인의 모범적인 수단으로 포털을 고려했다. 포털은 2012년 2월 14일부터 9월 30일까지 미국 스미소니언 아트 전시회에서 전시되었다. 포털은 "현대 Windows"플랫폼의 "액션"섹션에서 수상했다.